# ОШ „Вук Караџић” Поточац
ОШ „Вук Караџић” у Поточцу је једна од установа основног образовања на територији општине Параћин.

## Историјат школства у Поточцу
Школство у Поточцу датира од 1872. године, да би до 1951. године школа радила као четвороразредна, а од тада постала осморазредна и више разреде основне школе похађали и ученици из Својнова и Рашевице. Године 1957. школа је добила данашње име, а кумови су били радници Фабрике текстилних машина „Пролетер” из Параћина. Године 1969. школи се припаја осморазредна школа „Херој Миша” из Трешњевице.

## Школа данас
Данас Основна школа «Вук Караџић» у Поточцу образује и васпитава ученике свих „прекоморавских” села Општине Параћин: Сињи Вир, Трешњевица, Рашевица, Поточац и Својново. Радови на изградњи нове школске зграде окончани су децембра 1981. године. Од тада школа почиње нагло да остварује све боље резултате у раду. То је запазио и Институт за педагошка истраживања из Београда, па је школу укључио у два експеримента. Од 1982. до 1986. године рађен је пројекат „Трансформација школске библиотеке у медијатеку”, а 1989. године пројекат „Codiesee” са темом самообразовање ученика, под покровитељством УНЕСКО-а.
Данас школу похађа преко 300 ученика размештених у 24 одељења. Сем матичне школе у Поточцу, постоје две четвороразредне школе у Својнову и Рашевици и осморазредна у Трешњевици.
Богата школска медијатека има у свом фонду 12000 јединица књижне грађе и преко 3500 јединица осталог дидактичког материјала. Настава је углавном кабинетска и ради се само у преподневној смени. Априла 2012. године свечано је отворена нова фискултурна сала у матичној школи.
Образовно-васпитни процес изводи 37 наставника, од тога 13 у разредној и 24 у предметној настави. Школа има 3 стручна сарадника: педагога, медијатекара и психолога. У школи раде такође секретар, руководилац рачуноводства, административно-финансијски радник, домар, 2 ложача, сервирка у школској кухињи и 6 радника на одржавању хигијене. Директор школе је Радиша Јовичић.